# Holmes Chapel
Holmes Chapel är en ort och civil parish i Storbritannien.   Den ligger i kommunen Cheshire East i riksdelen England, i den södra delen av landet, 240 km nordväst om huvudstaden London. Holmes Chapel ligger 62 meter över havet och antalet invånare är 5 795.
Terrängen runt Holmes Chapel är platt, och sluttar brant västerut.Runt Holmes Chapel är det tätbefolkat, med 442 invånare per kvadratkilometer. Närmaste större samhälle är Crewe, 12,8 km söder om Holmes Chapel. Trakten runt Holmes Chapel består i huvudsak av gräsmarker.